# سلطنت موناکو
پادشاهی موناکو ( فرانسوی: Prince de Monaco‎) یا شاهزاده موناکو (فرانسوی: princesse de Monaco‎)، پادشاه حاکم و رئیس دولت موناکو است. از ۱۲۹۷ میلادی تاکنون، همهٔ شاهزادگان و شاهدخت‌های حاکم موناکو، رسماً ریشه در دودمان گریمالدی داشته‌اند که از این نگاه، گریمالدی‌ها درازترین زمامداری یک خاندان در قارهٔ اروپا را داشته‌اند. شاهزاده فعلی حاکم بر موناکو، آلبرت دوم است. موناکو، همراه با لیختن‌اشتاین و واتیکان، یکی از تنها سه دولت اروپا است که روال سلطنتی هنوز در سیاست‌های روزمره نقش فعالی دارد.